# José Iván Gutiérrez
José Iván Gutiérrez Palacios (Hinojedo, 27 novembre 1978) è un dirigente sportivo ed ex ciclista su strada spagnolo, professionista dal 2000 al 2014. Dal 2015 entra a far parte dello staff della Movistar.

## Carriera
Ottimo passista, debuttò tra i professionisti nel 2000 con la ONCE. Due volte campione nazionale in linea e quattro volte campione a cronometro, ha conquistato in carriera anche due medaglie mondiali, un oro a Verona 1999 (crono Under-23) e un argento nella prova élite a cronometro a Madrid 2005. Vanta inoltre numerose affermazioni in gare spagnole, nonché nella classifica generale del Giro del Mediterraneo e dell'Eneco Tour.

## Palmarès
- 2000

Campionati spagnoli, Prova a cronometro
- 2001

Campionati spagnoli, Prova in linea
Classifica generale Grande Prémio Internacional CTT Correios de Portugal
- 2002

2ª tappa Vuelta a Burgos
Gran Premio de Llodio
- 2003

Giro dell'Emilia
Classifica generale Escalada a Montjuïc
- 2004

2ª tappa Vuelta a Murcia (cronometro)
1ª tappa Vuelta a Castilla y León
Campionati spagnoli, Prova a cronometro
- 2005

Clásica de Almería
Campionati spagnoli, Prova a cronometro
- 2006

2ª tappa Tour Méditerranéen (Berre-l'Étang > Tolone Monte Faran)
3ª tappa Vuelta a Murcia (Jumilla > Jumilla) - cronometro
Classifica generale Vuelta a Murcia
3ª tappa Vuelta a Burgos (cronometro)
5ª tappa Vuelta a Burgos
- 2007

Campionati spagnoli, Prova a cronometro
1ª tappa Tour Méditerranéen (cronometro a squadre)
Classifica generale Tour Méditerranéen
Classifica generale Eneco Tour
- 2008

1ª tappa Volta a la Comunitat Valenciana
Prologo Eneco Tour
Classifica generale Eneco Tour
- 2010

Campionati spagnoli, Prova in linea

### Altri successi
- 2005

Classifica scalatori Critérium du Dauphiné Libéré
- 2006

Classifica a punti Tour Méditerranéen
- 2009

2ª tappa Tour Méditerranéen (Cronosquadre)

## Piazzamenti

### Grandi Giri
- Giro d'Italia

2006: 24º
- Tour de France

2000: ritirato (11ª tappa)
2001: 64º
2004: 51º
2007: 22º
2008: 56º
2009: 71º
2010: 48º
2011: 102º
2012: non partito (7ª tappa)
2013: ritirato (9ª tappa)
- Vuelta a España

2002: 100º
2005: ritirato (11ª tappa)
2013: 119º

### Classiche monumento
- Milano-Sanremo

2001: 83º
2002: 25º
2004: 72º
2006: 44º
2008: 84º
- Giro delle Fiandre

2000: ritirato
2002: ritirato
2003: ritirato
2008: ritirato
2010: ritirato
2012: ritirato
2014: ritirato
- Parigi-Roubaix

2003: ritirato
2008: ritirato
2011: ritirato
2013: 63º
2014: ritirato
- Liegi-Bastogne-Liegi

2003: ritirato
2004: 65º
2014: ritirato
- Giro di Lombardia

2001: 32º
2003: 50º
2004: ritirato
2005: 15º
2006: ritirato
2007: ritirato
2012: ritirato

### Competizioni mondiali
- Campionati del mondo

Verona 1999 - Cronometro Under-23: vincitore
Verona 2004 - Cronometro: 9º
Madrid 2005 - Cronometro: 2º
Salisburgo 2006 - Cronometro: 14º
Stoccarda 2007 - Cronometro: 7º
Varese 2008 - Cronometro: 16º
Mendrisio 2009 - Cronometro: 35º
Melbourne 2010 - Cronometro: 17º
- Giochi olimpici

Atene 2004 - In linea: ritirato
Atene 2004 - Cronometro: 16º